# Danilo Barozzi
Danilo Barozzi   (Bagnolo in Piano, 21 d'agost de 1927 - Santa Maria Nuova, 25 de març de 2020) va ser un ciclista italià que fou professional entre 1949 i 1958. En el seu palmarès destaca una victòria d'etapa a la Volta a Catalunya de 1950.

## Palmarès
- 1948: 1r a la Coppa Caivano
- 1950: Vencedor d'una etapa a la Volta a Catalunya
- 1951: Vencedor d'una etapa al Giro de les Dolomites
- 1954: 1r al Gran Premi de la Indústria i el Comerç de Prato
- 1955: 1r al Gran Premi de la Indústria a Belmonte-Piceno
- 1956: 1r al Gran Premi de la Indústria i el Comerç de Prato

### Resultats al Giro d'Itàlia
- 1951. 32è de la classificació general
- 1952. 40è de la classificació general
- 1953. 19è de la classificació general
- 1954. 18è de la classificació general
- 1955. 38è de la classificació general
- 1956. 24è de la classificació general

### Resultats al Tour de França
- 1955. 40è de la classificació general